# Cliffortia dichotoma
Cliffortia dichotoma är en rosväxtart som beskrevs av Fellingham. Cliffortia dichotoma ingår i släktet Cliffortia och familjen rosväxter. Inga underarter finns listade i Catalogue of Life.